# Anomalon arcuatum
Anomalon arcuatum är en stekelart som beskrevs av Dasch 1984. Anomalon arcuatum ingår i släktet Anomalon och familjen brokparasitsteklar. Inga underarter finns listade i Catalogue of Life.